# ラ・カージュ・オ・フォール (ミュージカル)
「ラ・カージュ・オ・フォール」 (La Cage aux Folles) は、1973年のジャン・ポワレ作の舞台劇『Mr.レディ Mr.マダム』を基にしたコメディミュージカル。オリジナルの舞台作品は映画版から日本に輸入されたため『Mr.レディ Mr.マダム』と映画版の邦題が付いているが、ミュージカル版は原題をそのままタイトルとしている。

## 概要
1973年に上演されたフランスの舞台劇を1983年にブロードウェイミュージカルとして上演された作品、1984年にトニー賞を受賞した。2004年（ゲイリー・ビーチ主演版）と2010年（ケルシー・グラマー、ダグラス・ホッジ主演版）の2度、ブロードウェイでリバイバル公演もされている。
作詞・作曲はジェリー・ハーマン（Jerry Herman）、脚本はハーヴェイ・ファイアスタイン（Harvey Fierstein）。

## 登場人物
ミュージカル版ではブロードウェイ進出の折に役名がオリジナルのフランス系の名前からアメリカ系の名前へと脚色された人物も存在し、登場キャラクターもオリジナルより増えている。
- ローラン → ジャン・ミッシェル
- ミュリエル → アンヌ
- デューラフォア夫妻 →ダンドン夫妻
- シモーヌ →シビル
- ジョルジュ - 主人公。『ラ・カージュ』の経営者であり、ショーの司会者。私生活ではアルバンのパートナー。
- アルバン（ザザ） - もう1人の主人公。『ラ・カージュ』の看板スター「ザザ」。私生活ではジョルジュのパートナーではあるが、老いのせいで二人の仲は倦怠期。
- ジャン・ミッシェル - ジョルジュの息子。二十数年前の一夜の出来事で生まれた。ザザが愛情を込めて育てているが、彼は自分の家族がゲイ夫婦であることをアンヌに言えずに苦しむ。
- アンヌ - ジャン・ミッシェルの婚約者。
- ジャクリーヌ - ジョルジュとアルバンの親友で、馴染みのレストラン『シェ・ジャクリーヌ』の経営者。
- ダンドン議員 - アンヌの父。 伝統的な家族と道徳を守る、保守政党の政治家。頭が硬く、ゲイが嫌い。
- ダンドン夫人 - アンヌの母。夫同様、ゲイが嫌い。
- ジャコブ - ジョルジュの家の執事（本人はメイドと言い張っている）であり、ザザの侍女。『ラ・カージュ』のショーに出る事を夢見ている。
- ルノー夫婦 - プロムナードでカフェを営む。
- フランシス - 『ラ・カージュ』の舞台監督。
- シビル - ジャン・ミッシェルの生みの母。（劇中には登場しない）
- ハンナ - 『ラ・カージュ』のカジェル。”ハンブルクのハンナ”と呼ばれる。ショーでは華麗に鞭を振り回す。
- シャンタル - 『ラ・カージュ』のカジェル。”金の喉仏”の持ち主。
- メルセデス - 『ラ・カージュ』のカジェル。妻子を養っている。
- 他に登場する『ラ・カージュ』のカジェルたち - 「デルマ」、「フェードラ」、「オデット」、「モニク」、「ロ・シン」、「ニコル」、「クロクロ」、「ビテル」、「アンジェリック」

## 日本語版
日本では1985年に帝国劇場で初演された。
|                    | 1985年     | 1986年     | 1987年            | 1988年     | 1993- 1994年      | 1997年       | 1999年            | 2008- 2009年                                   | 2012年                               | 2015年                | 2018年                                                      | 2022年                                                   |
| ------------------ | ---------- | ---------- | ----------------- | ---------- | ----------------- | ------------ | ----------------- | ---------------------------------------------- | ------------------------------------ | --------------------- | ----------------------------------------------------------- | -------------------------------------------------------- |
| ジョルジュ         | 岡田真澄   | 岡田真澄   | 岡田真澄          | 岡田真澄   | 細川俊之 岡田真澄 | 岡田真澄     | 岡田真澄          | 鹿賀丈史                                       | 鹿賀丈史                             | 鹿賀丈史              | 鹿賀丈史                                                    | 鹿賀丈史                                                 |
| アルバン（ザザ）   | 近藤正臣   | 近藤正臣   | 近藤正臣          | 近藤正臣   | 市村正親          | 市村正親     | 市村正親          | 市村正親                                       | 市村正親                             | 市村正親              | 市村正親                                                    | 市村正親                                                 |
| ジャン・ミッシェル | 金田賢一   | 川崎麻世   | 川崎麻世          | 金田賢一   | 西川忠志          | 西川忠志     | 吉野圭吾          | 山崎育三郎                                     | 原田優一                             | 相葉裕樹              | 木村達成                                                    | 内海啓貴                                                 |
| アンヌ             | 遥くらら   | 毬谷友子   | 毬谷友子          | 毬谷友子   | 床嶋佳子          | 床嶋佳子     | 風花舞 森奈みはる | 島谷ひとみ                                     | 愛原実花                             | 愛原実花              | 愛原実花                                                    | 小南満佑子                                               |
| ジャクリーヌ       | 秋川リサ   | 上月晃     | 上月晃            | 上月晃     | 草笛光子          | 沢たまき     | 日向薫            | 香寿たつき                                     | 香寿たつき                           | 香寿たつき            | 香寿たつき                                                  | 香寿たつき                                               |
| ダンドン議員       | 上條恒彦   | 上條恒彦   | 上條恒彦          | ハナ肇     | 加藤武            | 加藤武       | 瑳川哲朗          | 今井清隆                                       | 今井清隆                             | 今井清隆              | 今井清隆                                                    | 今井清隆                                                 |
| ダンドン夫人       | 森公美子   | 森公美子   | 森公美子          | 森公美子   | 森公美子          | 森公美子     | 森公美子          | 森公美子                                       | 森公美子                             | 森公美子              | 森公美子                                                    | 森公美子                                                 |
| ジャコブ           | 蟇目亮     | 蟇目亮     | 蟇目亮            | 立川三貴   | 真矢武            | 福田よしはる | 真矢武            | 花井貴佑介                                     | 花井貴佑介                           | 花井貴佑介            | 花井貴佑介                                                  | 花井貴佑介                                               |
| ムッシュ・ルノー   | 友竹正則   | 友竹正則   | 友竹正則          | 友竹正則   | 安西正弘          | 前沢ゼン一   | ジェームス小野田  | 林アキラ                                       | 林アキラ                             | 林アキラ              | 林アキラ                                                    | 林アキラ                                                 |
| フランシス         | 水木誠一   | 野垣真実生 | 野垣真実生        | 野垣真実生 | 野垣真実生        | 野垣真実生   | 野垣真実生        | 日比野啓一                                     | 日比野啓一                           | 日比野啓一            | 日比野啓一                                                  | 日比野啓一                                               |
| ルノー夫人         | 山吹まゆみ | 山吹まゆみ | 山吹まゆみ        | 山吹まゆみ | 冨田恵子          | 冨田恵子     | 相澤令子          | 園山晴子                                       | 園山晴子                             | 園山晴子              | 園山晴子                                                    | 園山晴子                                                 |
| ハンナ             | 真島茂樹   | 真島茂樹   | 真島茂樹          | 真島茂樹   | 真島茂樹          | 真島茂樹     | 真島茂樹          | 真島茂樹                                       | 真島茂樹                             | 真島茂樹              | 真島茂樹                                                    | 真島茂樹                                                 |
| シャンタル         | 野口あきら | 野口あきら | 野口あきら        | 野口あきら | 松澤重雄          | 松澤重雄     | 松澤重雄 新納慎也 | 新納慎也                                       | 新納慎也                             | 新納慎也              | 新納慎也                                                    | 松谷嵐                                                   |
| 演出               | 青井陽治   | 青井陽治   | 青井陽治          | 青井陽治   | 垣ヶ原美枝        | 垣ヶ原美枝   | 垣ヶ原美枝        | 山田和也                                       | 山田和也                             | 山田和也              | 山田和也                                                    | 山田和也                                                 |
| 劇場               | 帝国劇場   | 帝国劇場   | 近鉄劇場 中日劇場 | 中日劇場   | 青山劇場          | 青山劇場     | 劇場飛天 中日劇場 | 日生劇場 北九州芸術劇場 シアター・ドラマシティ | 日生劇場 梅田芸術劇場 愛知県芸術劇場 | 日生劇場 梅田芸術劇場 | 日生劇場 久留米シティプラザ 静岡市清水文化会館 梅田芸術劇場 | 公演期間 日生劇場 博多座 静岡市清水文化会館 梅田芸術劇場 |

## ミュージカル・ナンバー
2008年版
| 第1幕 1. ありのままの私たち We Are What We Are 2. ありのまま（その2） We Are (II) 3. ありのまま We Are Play Off 4. マスカラ Mascara 5. マスカラ・アンコール Mascara Encore 6. アンヌと腕を With Anne on My Arm 7. 君と腕を With You on My Arm 8. プロムナード（第1幕） Promenade-Act(I) 9. プロムナード（パート2） Promenade-Act(II) 10. 砂に刻む歌 Song on the Sand 11. ラ・カージュ・オ・フォール La Cage aux Folles 12. ありのままの私 I Am What I Am | 第2幕 1. プロムナード（第2幕） Promenade-Act(2) 2. 砂に刻む歌（リプライズ） Song on the Sand (Reprise) 3. 男のレッスン パートI Masculinity Lesson Part I 4. 男のレッスン パートII Masculinity Lesson Part II 5. 見てごらん Look Over There 6. お皿の絵 Dishes 7. 今この時 The Best of Times 8. 見てごらん（リプライズ） Look Over There (Reprise) 9. フィナーレ The Finale 10. カーテン・コール Curtain Call |